# Gouarec
Gouarec é uma comuna francesa na região administrativa da Bretanha, no departamento Côtes-d'Armor. Estende-se por uma área de 6,41 km². Em 2010 a comuna tinha 972 habitantes (densidade: 151,6 hab./km²).